# Noctua sarmata
Noctua sarmata là một loài bướm đêm trong họ Noctuidae.